# روبرت هاتشسون
روبرت هاتشسون هو لاعب رماية كندي، ولد في 9 مايو 1870 في مونتريال في كندا، وتوفي في 7 سبتمبر 1939.

## وصلات خارجية
- روبرت هاتشسون على موقع الاتحاد الدولي (الإنجليزية)
- روبرت هاتشسون على موقع اللجنة الأولمبية الدولية (الإنجليزية)
- روبرت هاتشسون على موقع أوليمبيديا (الإنجليزية)